# Grosser Dallmayr-Preis - Bayerisches Zuchtrennen
Groupe 1
Le Bayerisches Zuchtrennen est une course hippique de galop qui se dispute chaque année sur l'hippodrome de Munich en Allemagne, fin juillet ou début août.
C'est une course de Groupe I, réservée aux pur-sang de 3 ans et plus, qui se court sur 2 000 mètres, corde à droite. L'allocation s'élève à 155 000 €. Créée en 1866 et d'abord réservée aux seuls 3 ans, elle fut classée Groupe III lors de l'introduction du système des courses de groupe en Allemagne en 1972, puis Groupe II et ouverte aux chevaux d'âge en 1985, et enfin Groupe I à partir de 1990. Sponsorisée par la firme Dallmayr depuis 1996, elle est aussi courue sous le nom de Grosser Dallmayr-Preis.

## Palmarès depuis 1990
| Année | Vainqueur       | S/A | Pays        | Père             | Jockey            | Entraîneur           | Propriétaire                         | Temps   |
| ----- | --------------- | --- | ----------- | ---------------- | ----------------- | -------------------- | ------------------------------------ | ------- |
| 2025  | Tornado Alert   | M.3 | Royaume-Uni | Too Darn Hot     | Oisin Murphy      | Saeed bin Suroor     | Godolphin                            | 2'11"52 |
| 2024  | Calif           | H.5 | Allemagne   | Areion           | Adrie de Vries    | Carlos & Yann Lerner | Victorious Racing                    | 2'06"88 |
| 2023  | Nations Pride   | M.4 | Royaume-Uni | Teofilo          | William Buick     | Charlie Appleby      | Godolphin                            | 2'15"02 |
| 2022  | Sammarco        | M.3 | Allemagne   | Camelot          | Rene Piechulek    | Peter Schiergen      | Gestüt Park Wiedingen                | 2'06"50 |
| 2021  | Skalleti        | H.6 | France      | Kendargent       | Gérald Mossé      | Jérôme Reynier       | Jean-Claude Seroul                   | 2'07"76 |
| 2020  | Barney Roy      | H.6 | Royaume-Uni | Excelebration    | William Buick     | Charlie Appleby      | Godolphin                            | 2'09"00 |
| 2019  | Danceteria      | F.4 | Royaume-Uni | Redoute's Choice | Jamie Spencer     | David Menuisier      | C. Washbourn & Australian Bloodstock | 2'14"96 |
| 2018  | Benbatl         | M.4 | Royaume-Uni | Dubawi           | Oisin Murphy      | Saeed bin Suroor     | Godolphin                            | 2'06"78 |
| 2017  | Iquitos         | M.5 | Allemagne   | Adlerflug        | Daniele Porcu     | Hans-Jurgen Groschel | Stall Mulligan                       | 2'05"12 |
| 2016  | Elliptique      | M.5 | France      | New Approach     | Frankie Dettori   | André Fabre          | Famille Rothschild                   | 2'07"83 |
| 2015  | Guiliani        | M.4 | Allemagne   | Tertullian       | Filip Minarik     | Jean-Pierre Carvalho | Stall Ullmann                        | 2'07"52 |
| 2014  | Lucky Lion      | M.3 | Allemagne   | High Chaparral   | Ioritz Mendizabal | Andreas Lowe         | Gestüt Winterhauch                   | 2'07"52 |
| 2013  | Neatico         | M.6 | Allemagne   | Medicean         | Andrasch Starke   | Peter Schiergen      | Gestüt Ittlingen                     | 2'04"07 |
| 2012  | Pastorius       | M.3 | Allemagne   | Soldier Hollow   | Andrasch Starke   | Mario Hofer          | Stall Antanando                      | 2'12"04 |
| 2011  | Durban Thunder  | M.5 | Allemagne   | Samum            | Terence Hellier   | Torsten Mundry       | Stall Tinsdal                        | 2'06"39 |
| 2010  | Lady Jane Digby | F.5 | Royaume-Uni | Oasis Dream      | Greg Fairley      | Mark Johnston        | Kirsten Rausing                      | 2'09"70 |
| 2009  | Pressing        | M.6 | Italie      | Soviet Star      | Neil Callan       | Michael Jarvis       | Gary Tanaka                          | 2'11"27 |
| 2008  | Linngari        | M.6 | Royaume-Uni | Indian Ridge     | Ryan Moore        | Sir Michael Stoute   | Plersch & Walichnowski               | 2'10"05 |
| 2007  | Soldier Hollow  | M.7 | Allemagne   | In The Wings     | Andrasch Starke   | Peter Schiergen      | Gestüt Park Wiedingen                | 2'09"26 |
| 2006  | Lord of England | M.3 | Allemagne   | Dashing Blade    | Andrasch Starke   | Mario Hofer          | Stall Lucky Owner                    | 2'14"46 |
| 2005  | Soldier Hollow  | M.5 | Allemagne   | In The Wings     | William Mongil    | Peter Schiergen      | Gestüt Park Wiedingen                | 2'11"09 |
| 2004  | Intendant       | M.3 | Allemagne   | Lando            | Jiri Palik        | Andrea Bertram       | Ferdinand Leve                       | 2'04"27 |
| 2003  | Ransom O'War    | M.3 | Allemagne   | Red Ransom       | Stanley Chin      | Erika Mäder          | Stall Capricorn                      | 2'04"60 |
| 2002  | Kaieteur        | M.3 | Royaume-Uni | Marlin           | Pat Eddery        | Brian Meehan         | Susan McCarthy                       | 2'09"85 |
| 2001  | Kutub           | M.4 | France      | In The Wings     | Frankie Dettori   | Saeed bin Suroor     | Godolphin                            | 2'09"00 |
| 2000  | Greek Dance     | M.5 | Royaume-Uni | Sadler's Wells   | Johnny Murtagh    | Sir Michael Stoute   | Lord Weinstock                       | 2:12.40 |
| 1999  | Tiger Hill      | M.4 | Allemagne   | Danehill         | Andreas Suborics  | Peter Schiergen      | Georg von Ullmann                    | 2'04"70 |
| 1998  | Elle Danzig     | F.3 | Allemagne   | Roi Danzig       | Stanley Chin      | Andreas Schütz       | Gestüt Wittekindshof                 | 2'10"60 |
| 1997  | Oxalagu         | M.5 | Allemagne   | Lagunas          | Andrasch Starke   | Bruno Schütz         | Gestüt Rietberg                      | 2'04"60 |
| 1996  | Timarida        | F.4 | Irlande     | Kalaglow         | Johnny Murtagh    | John Oxx             | S.A. Aga Khan                        | 2'06"60 |
| 1995  | Germany         | M.4 | Allemagne   | Trempolino       | Frankie Dettori   | Bruno Schütz         | Jaber Abdullah                       | 2'05"20 |
| 1994  | Vincenzo        | M.4 | Allemagne   | Orofino          | Rikki Morse       | Georg Ording         | Stall Nordpol                        | 2'04"43 |
| 1993  | Market Booster  | F.4 | Irlande     | Green Dancer     | Michael Kinane    | Dermot Weld          | Moyglare Stud Farm                   | 2'08"97 |
| 1992  | Kooyonga        | F.4 | Irlande     | Persian Bold     | Warren O'Connor   | Michael Kauntze      | Mitsuo Haga                          | 2'05"80 |
| 1991  | Kartajana       | F.4 | France      | Shernazar        | William Mongil    | Alain de Royer-Dupré | S.A. Aga Khan                        | 2'07"57 |
| 1990  | Turfkönig       | M.4 | Allemagne   | Anfield          | Georg Bocskai     | Uwe Ostmann          | Gestüt Auenquelle                    | 2'01"15 |

## Source
- Galopp-Sieger.de - Grosser Preis von Bayern